# نيو بن
نيو بن (بالصينية: 牛犇) هو ممثل صيني، ولد في 1935 في الصين.

## أعمال

### أفلام
- (1994) فترة عمر

## وصلات خارجية
- نيو بن على موقع IMDb (الإنجليزية)
- نيو بن على موقع قاعدة بيانات الفيلم (الإنجليزية)